# Galsan-dong, Anyang
Galsan-dong (koreanska: 갈산동) är en stadsdel i staden Anyang i provinsen Gyeonggi i den nordvästra delen av Sydkorea, 21 km söder om huvudstaden Seoul. Den ligger i stadsdistriktet Dongan-gu. 